# Can Guasch
La masia de Can Guasch és un edifici de Parets del Vallès (Vallès Oriental). Està situada dins del polígon industrial Llevant. És una obra protegida com a bé cultural d'interès local. Recentment ha estat rehabilitada, encara que el seu propietari és l'Ajuntament de Parets, és la seu de la corporació Grifols on hi té la seva acadèmia de formació, ja que van sufragar les despeses de rehabilitació de la masia i el seu entorn.

## Descripció
És una edificació amb un gran casal central amb un torre quadrada en el seu costat de llevant, actualment tot el mas ha estat restaurat, però s'esmenta en els fogatges del 1497.
El casal és de planta rectangular de 16 x 19 m orientada cap a migdia, la coberta dona a diversos vessants, a causa de diverses reformes fetes l'any 1868.
La torre adjacent és una torre de defensa de planta quadrada de 5 x 5 m de tres plantes amb coronament de terrat, protegit per una barana balustrada d'obra i cos central més elevat, obertures amb arc de mig punt i una de les finestres és d'estil gòtic.